# Jesenice (Rakovníki járás)
Jesenice település Csehországban, Rakovníki járásban. Jesenice Žďár, Petrohrad, Vysoká Libyně, Bílov, Pastuchovice, Žihle, Velečín, Krty, Velká Chmelištná, Hořovičky, Drahouš és Oráčov településekkel határos. Lakosainak száma 1656 fő (2024. január 1.).

## Népesség
A település lakosságának változását az alábbi diagram mutatja:
| Lakosok száma | 2262 | 2206 | 2198 | 1823 | 1693 | 1761 | 1694 | 1719 | 1617 | 1656 |
|               | 1869 | 1900 | 1921 | 1961 | 1980 | 2011 | 2016 | 2019 | 2021 | 2024 |